# 奥布 (德国)
奥布（德語：Aub，發音：[aʊp] ⓘ）是德国巴伐利亚州下弗兰肯行政区维尔茨堡县的城市，面积17.54平方千米，2023年12月31日人口为1,398人。